# Sankt Goar

Situation de la commune dans la communauté des communes de Sankt Goar-Oberwesel

Sankt Goar est une ville sur la rive gauche du Rhin moyen dans le Land de Rhénanie-Palatinat en Allemagne en face de la ville de Saint-Goarshausen et toute proche du célèbre rocher de la Lorelei. Elle fait partie de l'arrondissement de Rhin-Hunsrück et la Verbandsgemeinde de Sankt Goar-Oberwesel.

## Description
Au-dessus de la ville se trouve la ruine du château de Rheinfels, fondé en 1245 par Thierry V de Katzenelnbogen.
Saint Goar doit son origine à l'ermite de ce nom qui évangélisa la région au VIe siècle et qui était originaire de l'antique Aquitaine, plus précisément  dans un hameau de l'actuel village d'Ardin (Deux-Sèvres).
En 2002, l'UNESCO a inscrit les 65 km de la vallée du Haut-Rhin moyen sur la liste du patrimoine mondial. St. Goar se trouve au centre de ce paysage.
Sankt Goar est composée de :
- ville de St. Goar
- village de Biebernheim (env. 1 100 hab.)
- village de Werlau (env. 900 hab.)
- quartier de Fellen

## L'histoire du vin
En 1240, existe un vignoble des Comtes des Katzenelnbogen Amererberge.

## Littérature
Victor Hugo l'évoque dans ses lettres fictives de récit de voyage Le Rhin (1842).
Hermann Broch y situe un épisode de la deuxième partie de son roman Les somnambules.

## Personnalités liées à la ville
- Charles de Hesse-Wanfried (1649-1711), landgrave né au château de Rheinfels.
- Marie-Éléonore de Hesse-Rheinfels (1675-1720), princesse née au château de Rheinfels.